# Castel di Guido

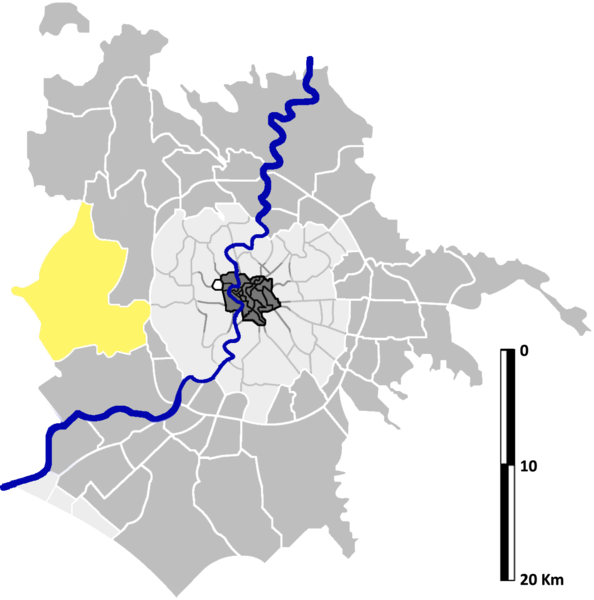
Localisation de Castel di Guido sur la carte administrative de Rome.

Castel di Guido est une zona di Roma (zone de Rome) située à l'ouest de Rome dans l'Agro Romano en Italie. Elle est désignée dans la nomenclature administrative par Z.XLV et fait partie des Municipio XVI et Municipio XVIII. Sa population est de 13 395 habitants répartis sur une superficie de 84,24 km2.

## Géographie
Constituant la plus grande zone de Rome en termes de surface, elle possède une aire protégée de 250 hectares sur la frazione de Malagrotta destinée à la protection des oiseaux et gérée par la Lega Italiana Protezione Uccelli.

## Histoire
Cette zone du temps des Romains était connue et peuplée sous le nom de Lorium. En 846, Guido I di Spoleto, répondant à la demande du pape Serge II, y combat les Sarrazins et la zone prend le nom de Terra di Guido il Saraceno. Le nom de cette zone vient de la via della Pisana. Au début du XIe siècle le Castro de Guido est donnée à la communauté monacale de San Gregorio donnant ainsi l'origine du nom contemporain de la zone.

## Lieux particuliers
- Église Madonna di Fatima
- Église Corpus Domini a Massimina
- Église Santa Maria Goretti
- Église Spirito Santo